# Acalles roboris
Acalles roboris är en skalbaggsart som beskrevs av Curtis 1835. Acalles roboris ingår i släktet Acalles, och familjen vivlar. Arten är reproducerande i Sverige.